# 2022 en Iran
Chronologie de l'Iran
- 2018
- 2019
- 2020
- 2021
- 2022
- 2023
- 2024
- 2025
- 2026

Cet article traite des événements qui se sont produits durant l'année 2022 en Iran.

## Événements
- depuis environ 2004 : Insurrection au Sistan-et-Baloutchistan (en) (Guerres baloutches).
- depuis 2021 : Série de manifestations dans le pays.
- depuis mai 2022: Troubles civils à l'échelle nationale à la suite de l'augmentation par le gouvernement des prix des denrées alimentaires de base, notamment le pain et les pâtes (en).
- depuis septembre 2022 : Manifestations consécutives à la mort de Mahsa Amini.
- de la fin novembre 2022 au début 2023 : Série d'empoisonnements dans les écoles en Iran.
- L'Iran s'implique dans l'invasion russe de l'Ukraine.
- 26 octobre : Attaque de Chah-Tcheragh
- 16 septembre : Mort de Mahsa Amini
- 30 septembre :  Émeutes de 2022 à Zahedan
- 15 octobre : Incendie de la prison d'Evin

## Culture
- Sortie de la chanson Baraye... après la mort de Mahsa Amini .

### Sorties de films
- À vendredi, Robinson
- Aucun ours
- Beyond the Wall
- Imagine
- Leila et ses frères
- Les Ombres persanes

## Sports
- Championnat d'Iran de football 2021-2022
- Championnat d'Iran de football 2022-2023

## Décès
- Khodanour Lojéi, tué lors d'une manifestation.
- Kian Pirfalak